# Coras perplexus
Coras perplexus är en spindelart som beskrevs av Muma 1946. Coras perplexus ingår i släktet Coras och familjen mörkerspindlar. Inga underarter finns listade i Catalogue of Life.